# Yadav
Yadav är en grupp av indiska kaster som har olika namn i sina respektive områden, bland annat Ahir i hinditalande områden, Punjab och Gujarat, Gavli i Maharashtra och Gola i Andhra Pradesh och Karnataka. Traditionellt har de varit herdar och koskötare men har med tiden allt mer blivit jordbrukare.